# Dolní oblast Vítkovice

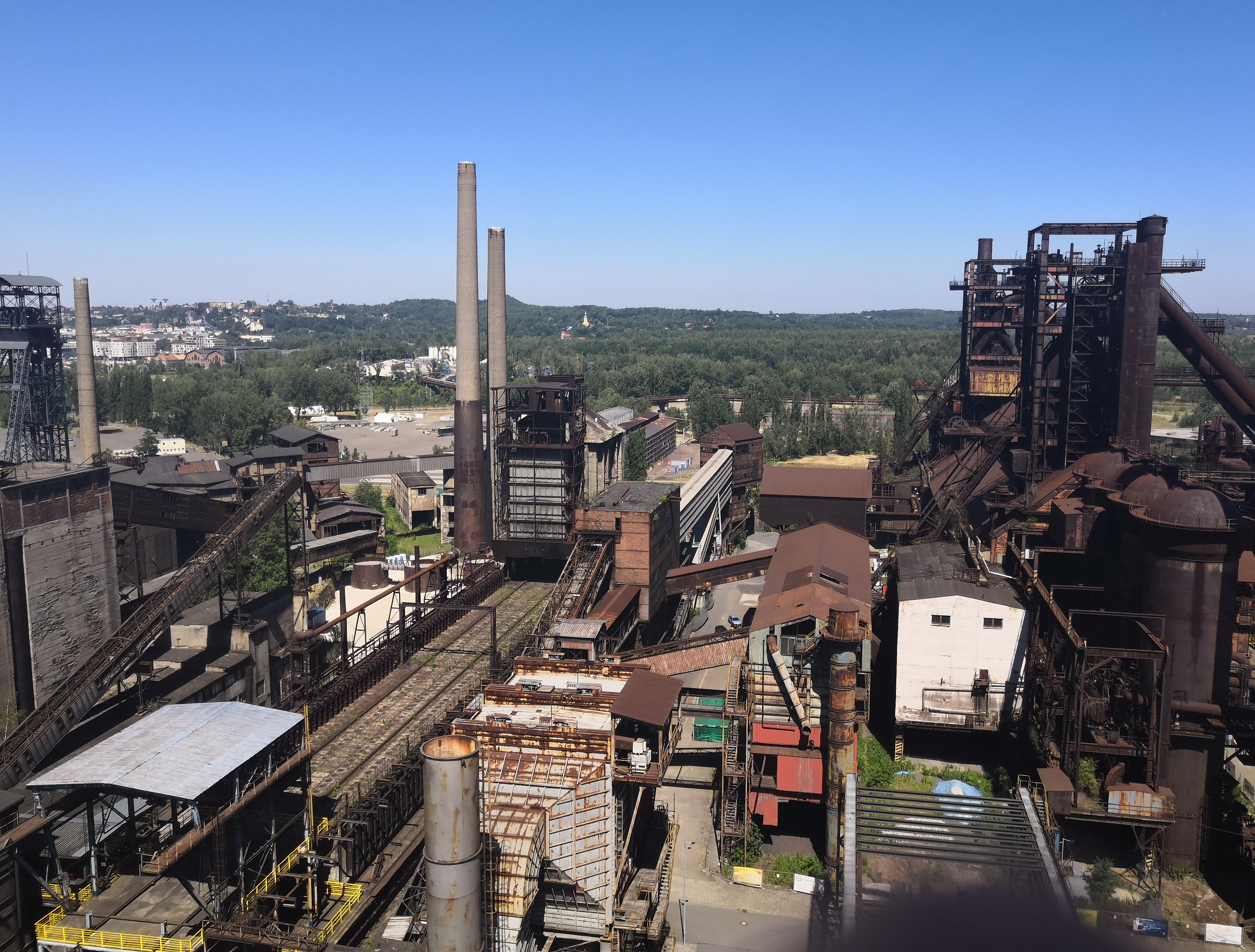
Zabudowania dawnej huty widziane z punktu widokowego na terenie wielkiego pieca nr 1

Dolní Vítkovice (pol. Dolny obszar Witkowic, Dolne Witkowice) – narodowy zabytek kultury Republiki Czeskiej znajdujący się w pobliżu centrum Ostrawy, w Witkowicach. Zabytek obejmuje obszar dawnej huty Witkowice z unikalnym zespołem architektury przemysłowej. W jego skład wchodzą trzy powiązane ze sobą kompleksy przemysłowe: kopalni węgla, koksowni i wielkiego pieca. Nazywany jest nieformalnie "Ostrawskimi Hradčanami". Zabytek jest wpisany na Europejską Listę Dziedzictwa Kulturowego. W 2016 r. roczna liczba odwiedzających zabytek przekroczyła 1 300 000 turystów.

## Historia
Jako pierwszy z inicjatywą założenia huty w Witkowicach wystąpił 9 grudnia 1828 r. arcybiskup ołomuniecki Rudolf. W połowie września 1830 r. rozpoczęła działalność huta Rudolfa. Rok później powstała tu koksownia. Pierwszy wielki piec został zapalony w 1836 roku, drugi dwa lata później. W 1852 r. w pobliżu huty powstała kopalnia Hlubina. Z biegiem czasu w Witkowicach powstało kolejnych sześć wielkich pieców, które stopniowo wyłączano aż do ostatniego spustu surówki 27 września 1998 roku. Kopalnia Hlubina zakończyła pracę jeszcze wcześniej, w 1992 r.

## Po zamknięciu huty
Po zakończeniu produkcji żelaza toczyła się dyskusja, co zrobić z dawnym terenem przemysłowym. Pomysł jego rozbiórki odrzucono - przeważyła opinia o potrzebie rewitalizacji budynku i zachowaniu go jako zabytku techniki dla przyszłych pokoleń. W czerwcu 2002 r. Dolní oblast Vítkovice uznano za narodowy zabytek kultury Republiki Czeskiej. W grudniu 2008 roku, jako jeden z czterech czeskich zabytków, został dodany do listy europejskiego dziedzictwa kulturowego.
We wrześniu 2009 roku projekt rewitalizacji i nowego wykorzystania wielkich pieców i innych zabytkowych budynków otrzymał dotację z Unii Europejskiej i Czech, w wysokości pół miliarda koron. W 2012 roku zakończono pierwszą część projektu i udostępniono zwiedzającym trzy obiekty zabytkowego kompleksu: wielki piec nr 1, VI magazyn energii oraz zbiornik gazu. Natomiast w pięciu dawnych budynkach kopalni Hlubina rozmieszczono lokale gastronomiczne, kino, klub. Na terenie zabytku odbywają się regularnie festiwale muzyczne, koncerty i plenerowe spektakle teatralne.

## Obiekty wchodzące w skład zabytku

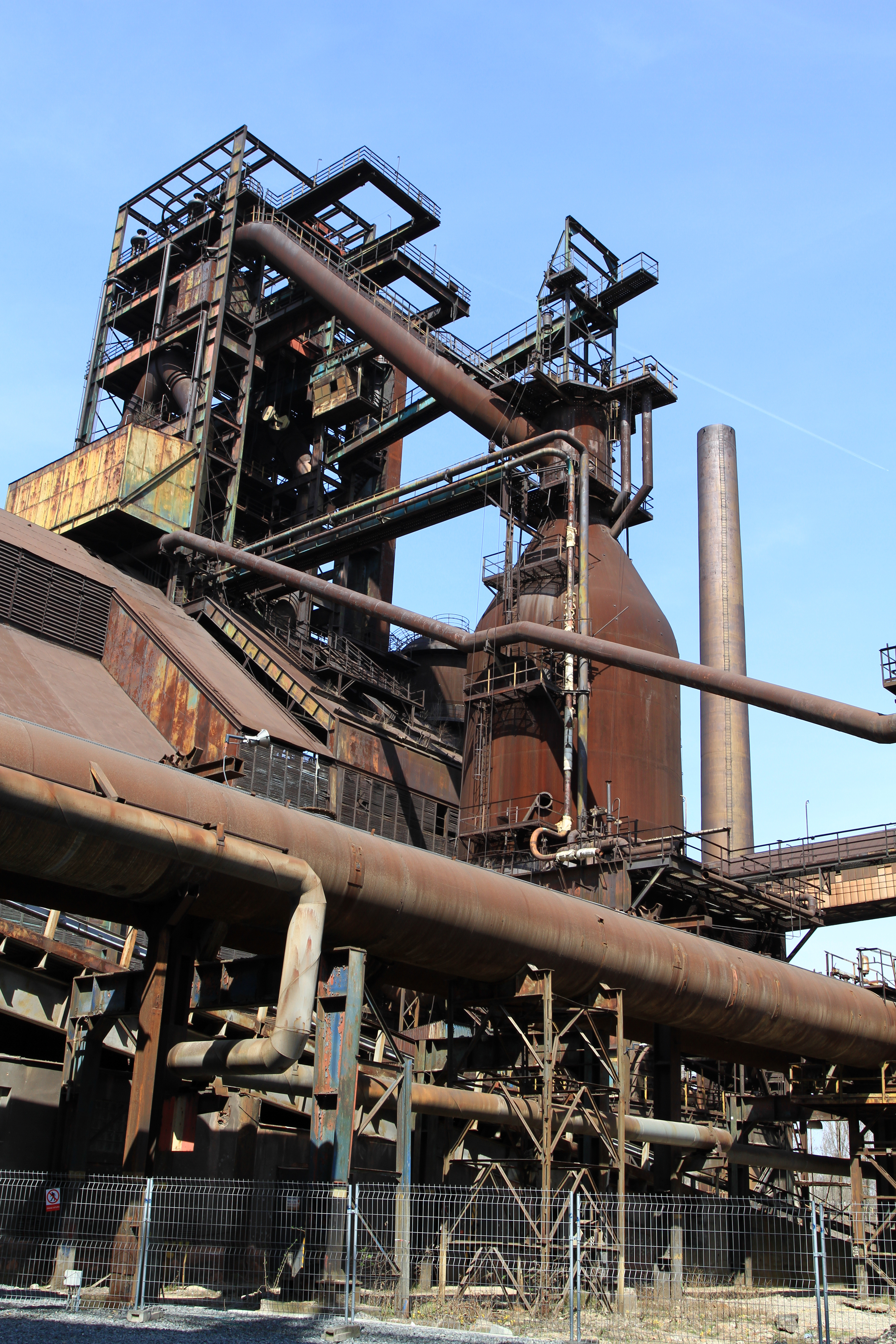
Koksownia i wielkie piece

### Wielki piec nr 1
Historia pieca sięga roku 1871, kiedy to w miejscu dzisiejszego wielkiego pieca nr 1, z kilkoma przerwami, uruchomiono pierwszy wielki piec typu szkockiego. W ciągu następnych trzech lat zbudowano nowy piec o większej mocy. W latach 1910–1911 przeszedł gruntowną modyfikację, wprowadzono pochyłą windę napędzaną silnikiem parowym. Piec uzyskał swój ostateczny kształt po remoncie kapitalnym w 1988 roku. W tym czasie był jednym z najnowocześniejszych tego typu w Europie i przy maksymalnej wydajności był w stanie wyprodukować do 300 000 ton żeliwa specjalnego i odlewniczego. Ostatni spust surówki miał miejsce 27 września 1998 roku. Według projektu architekta Josefa Pleskota w latach 2011–2012 piec został przystosowany do zwiedzania, stworzono w nim trasę turystyczną, z ekspozycją nt. wytopu żelaza i kolejnych etapów produkcji. 20 marca 2012 trasa została otwarta dla publiczności.
W 2015 roku na szczycie pieca zbudowano wielofunkcyjną nadbudowę (wieżę widokową, bar i kawiarnię) o nazwie Bolt Tower.

### Zbiornik gazu

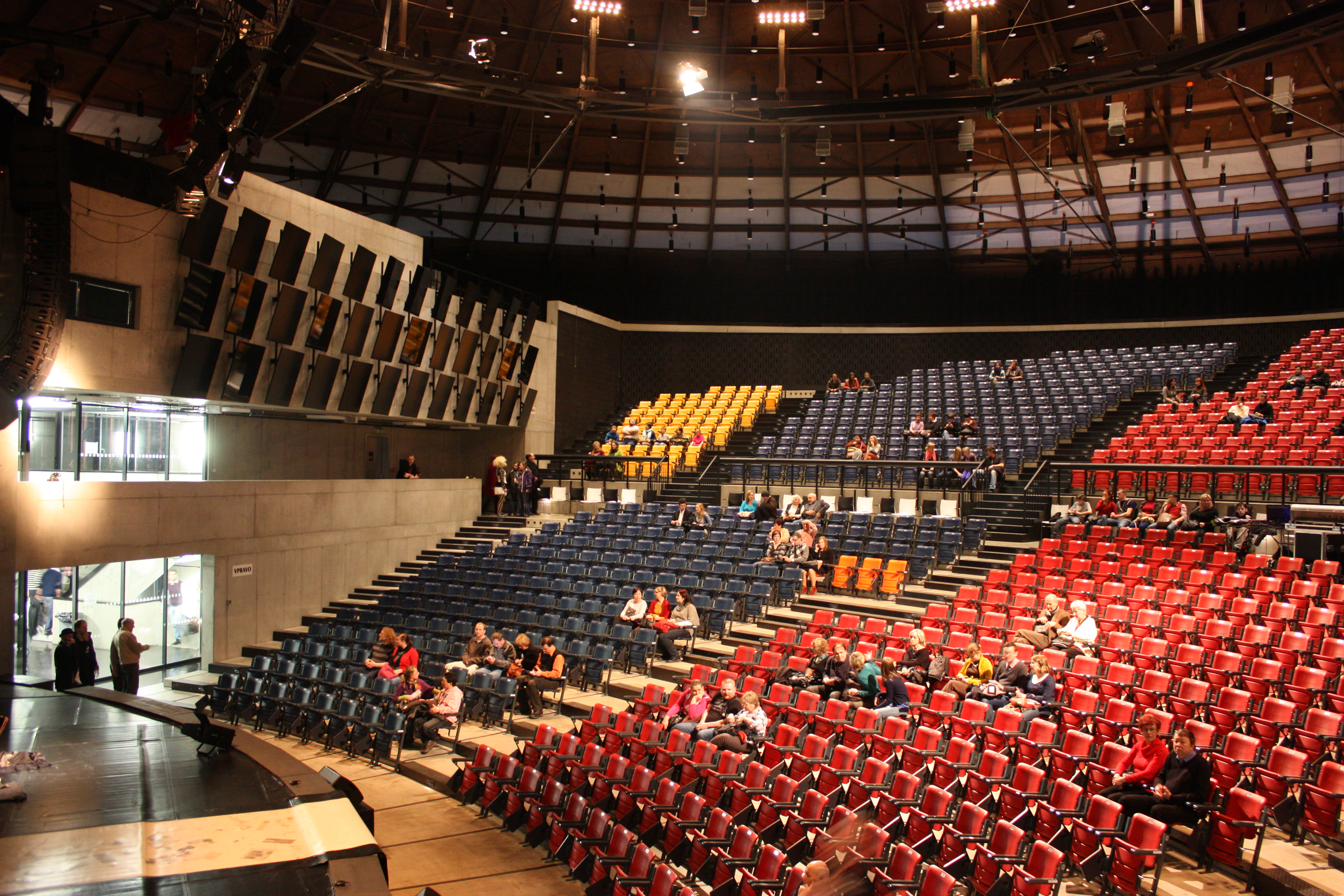
Sala wielofunkcyjna Gong

Budowę tzw. mokrego zbiornika gazu rozpoczęto 22 listopada 1922 roku, a zakończono w ciągu czternastu miesięcy, w styczniu 1924 roku. Zbiornik gazu o powierzchni 50 000 m² zbierał oczyszczony gaz wielkopiecowy i utrzymywał ciśnienie w sieci gazowej. Gaz wielkopiecowy, jako produkt uboczny produkcji żelaza, był odprowadzany do pylnika, gdzie był oczyszczany i w 80% pozbawiony pyłu, a następnie wprowadzony do oczyszczalni gazu, gdzie został oczyszczony z pozostałości pyłu. Oczyszczony gaz służył do ogrzewania nagrzewnic wiatrowych, ogrzewał komory koksownicze pieca koksowniczego oraz służył jako paliwo do silników gazowych dmuchaw tłokowych. Wraz z zaprzestaniem eksploatacji wielkich pieców w 1998 roku zakończono eksploatację zbiornika gazu. Według projektu architekta Josefa Pleskota prace przygotowawcze do przebudowy budynku rozpoczęły się w listopadzie 2010 roku. Dzwon zbiornika gazu został podniesiony o 1492 cm w okresie od 13 do 23 stycznia 2011 r., a we wnętrzu umieszczono nowy budynek, w tym sale konferencyjne, foyer, szatnię, galerię i salę przeznaczoną dla 1500 gości. Wielofunkcyjna hala została otwarta 1 maja 2012 roku i otrzymała nazwę Gong.

### VI magazyn energii
Zbudowany w latach 30. XX wieku jako zadaszone pomieszczenie dla pary gazowych dmuchaw tłokowych z lat 1938 i 1948, które wytwarzały sprężone powietrze za pomocą gazu żużlowego. Został on następnie poprowadzony przez zewnętrzną rurę do wielkiego pieca nr 1, gdzie przy wstępnie ogrzanej temperaturze do 1200 °C sprzyjał spalaniu w produkcji surówki.
Na podstawie projektu Heleny i Václava Zemánków oraz w końcowej fazie architekta Zdenka Fránka, VI magazyn energii został przekształcony w interaktywną wystawę poświęconą tradycjom technicznym regionu. Wystawa została otwarta jesienią 2012 roku. Oprócz ekspozycji w budynku znajdowała się również przestrzeń dydaktyczna.